# مگنتوهیدرودینامیک
مگنتوهیدرودینامیک (به انگلیسی: Magnetohydrodynamics) دینامیک شاره‌های رسانای الکتریکی همانند پلاسما و فلزات مایع را مورد مطالعه قرار می‌دهد. نظریه ام‌اچ‌دی یک نظریه‌ای شاره‌ای است که بر حسب پارامترهای ماکروسکوپی نظیر چگالی، فشار، دما، میدان سرعت شاره، و میدان مغناطیسی آن بیان می‌شود. همچنین، حرکت ذرات در پلاسما می‌تواند توسط فیزیک میکروسکوپی نظریه جنبشی، برحسب معادله بولتزمان یا معادله ولاسوف، نیز، توصیف شود. اصطلاح ام‌اچ‌دی نخستین بار توسط هانس آلفن بکار برده شد. به دلیل کارهایی که وی در همین زمینه انجام داد و معرفی امواج آلفن جایزه نوبل فیزیک را در سال ۱۹۷۰ دریافت کرد. معادلات ام‌اچ‌دی بسته به شرایط مسئله برحسب دسته‌های مختلفی از معادلات نوشته می‌شوند که در اینجا چند نمونه از معادلات کاربردی به ویژه در اخترفیزیک بیان شده‌اند.

## مقدمه ای بر هیدرودینامیک مغناطیسی
دیدگاه های مختلفی برای بررسی رفتار پلاسما وجود دارد که ابتدایی ترین آن ها، در نظر گرفتن حرکت ذرات به صورت منفرد است. در این روش که به مدل ولاسف  نیز معروف است حرکت تک ذرات در نظر گرفته می شود. در این مدل با داشتن معادله حرکت یک ذره و استفاده از کامپیوترهای پیشرفته، حرکت تعداد زیادی از ذرات را می توان توصیف کرد. با توجه به رفتار جمعی پلاسما، مدل دیگری به نام مدل دو سیالی را می توان معرفی کرد که در آن پلاسما به صورت دو جزء الکترون و یون در نظر گرفته می شود. این مدل از پایستگی جرم، تکانه و انرژی نتیجه می شود. مدل دو سیالی می تواند به مدل تک سیالی که به هیدرودینامیک مغناطیسی  (MHD) نیز معروف است منجر شود.
هیدرودینامیک مغناطیسی، علم مطالعه حرکت سیال و شاره های رسانای الکتریکی همچون پلاسما می باشد. اما چرا                                مورد توجه بیشتری نسبت به سایر مدل ها قرار دارد؟ از جمله ی دلایل می توان به این موضوع اشاره کرد که   دیدگاهی ماکروسکوپی است و در موقعیت هایی که جزئیات و دقت مدل ولاسف یا معادله های دو سیالی ضروری نیست، استفاده از هیدرودینامیک مغناطیسی کارآمدتر است. همچنین از آنجایی که مدل سازی برخی وضعیت ها با استفاده از جزئیات بسیار کوچک در تقریب های ولاسف یا مدل دو سیالی بسیار مشکل است،   برای موقعیتهایی با هندسه ی پیچیده مناسب تر است و فهم کلی رفتار پلاسما را در توکامک تسهیل می کند. تعادل و رشد پایداری در سه بعد و پیکربندی های پلاسمایی با اندازه های محدود نیز به طور نوعی به وسیله ی   آنالیز می شوند. همچنین افت جریان پلاسما و از بین رفتن آن و نیز از هم پاشیدگی ها و فروپاشی ها به ناپایداریهای هیدرودینامیک مغناطیسی مربوط می شود[1]. 

## انواع معادلات ام‌اچ‌دی

### معادلات ام‌اچ‌دی ایدئال
بیشتر پلاسماهای اخترفیزیکی برحسب مجموعه‌ای از معادلات که معادلات ام‌اچ‌دی ایدئال خوانده می‌شوند، توصیف می‌شوند. در این دسته از معادلات فرض شده‌است که مقیاس زمانی فرایندهای ام‌اچ‌دی بسیار طولانی‌تر از فرایندهای تصادفی است که این شرط باقی ماندن تمامی انواع ذرات را در توزیع ماکسولی در تمامی زمان‌ها تضمین می‌کند و از آنجا که یک پلاسما با توزیع ماکسولی ویسکوزیته و هدایت گرمایی صفر دارد، بنابراین این جملات در معادلات وارد نمی‌شوند پس از اثر نیروهای اتلافی صرفنظر می‌شود (همانند نیروهای ناشی از چسبندگی) این روابط شامل معادله پیوستگی (۱)، معادله تکانه (۲)، معادله حالت (۳)، معادلات ماکسول (۴–۶) و قانون اهم (۷) می‌باشند. معادلات به این شکل در می‌آیند:
(۱) {\displaystyle {\frac {D}{Dt}}\rho =-\rho \nabla \cdot v\!}
(۲) {\displaystyle \rho {\frac {D}{Dt}}v=-\nabla p-\rho g+J\times B\!}
(۳) {\displaystyle {\frac {D}{Dt}}\left(p\rho ^{\gamma }\right)=0\!}
(۴) {\displaystyle \nabla \times B=4\pi J\!}
(۵) {\displaystyle \nabla \times E=-{\frac {1}{c}}{\frac {\partial B}{\partial t}}\!}
(۶) {\displaystyle \nabla \cdot B=0\!}
(۷) {\displaystyle E=-{\frac {1}{c}}v\times B\!}
که در این روابط {\displaystyle \rho } چگالی، {\displaystyle v} سرعت، {\displaystyle B} میدان مغناطیسی، {\displaystyle E} میدان الکتریکی، {\displaystyle P} فشار، {\displaystyle J} چگالی جریان، و {\displaystyle c} سرعت نور هستند. معادلات در دستگاه cgs نوشته شده‌اند. با تعریف نماد ریاضی زیر که در این معادلات بسیار ظاهر می‌شود:
{\displaystyle {\frac {D}{Dt}}={\frac {\partial }{\partial t}}+v\cdot \nabla }
استفاده از معادلات ام‌اچ‌دی در برگیرنده تعدادی از تقریب‌های ضمنی می‌باشد:
۱. پلاسما از نظر الکتریکی خنثی است {\displaystyle \rho =0}.
۲. پلاسما عدد رینولد بسیار بزرگی دارد.
۳(۳). تقریب سرعت‌های غیر نسبیتی

### معادلات ام‌اچ‌دی مقاومتی
با تغییراتی که در معادلات ایدئال داده می‌شود که مهم‌ترین آن‌ها وارد کردن اثر نیروهای ویسکوزیته به مسئله است معادلات به صورت زیر در می‌آیند:
{\displaystyle {\frac {D}{Dt}}\rho =-\rho \nabla \cdot v}
{\displaystyle {\frac {\partial B}{\partial t}}=\nabla \times \left(V\times B\right)-{\frac {c}{4\pi \sigma }}\nabla \cdot \nabla B}
{\displaystyle \nabla \times B=4\pi J}
{\displaystyle E={\frac {1}{4\pi \sigma }}\nabla \times B-{\frac {1}{c}}v\times B}
{\displaystyle \rho {\frac {D}{Dt}}v=-\nabla F_{c}-\nabla p-\rho g+J\times B+F_{v}}
{\displaystyle \nabla \cdot B=0}
که در اینجا عمده‌ترین تغییر در معادله انرژی وارد شده‌است، {\displaystyle F_{v}} نیروی ویسکوزیته و {\displaystyle \nabla F_{c}} هدایت گرمایی را نشان می‌دهند. هرچند که این تغییرات وارد می‌شوند اما در هنگام بررسی و حل معادلات واقعی به ویژه در مسائل اختر فیزیک در مرتبه اول از اثر آن‌ها صرفنظر می‌کنیم و آن‌ها را به صورت اختلال به مسئله وارد می‌کنیم.
معادلات MHD در فیزیک و به خصوص اخترفیزیک به اشکال دیگر نیز ظاهر می‌شوند.
MHD توسعه یافته
پدیده‌های را در پلاسما بررسی می‌کند که یک رده از معادلات مقاومتی بالاتر هستند که اثراتی همانند تغییرات فشار الکترونی و اینرسی الکترون‌ها و … را در نظر می‌گیرند، اما این معادلات تنها برای پلاسمای تک شاره کاربرد دارند.
MHD دوشاره‌ای
این معادلات برای پلاسماهایی که در آن‌ها میدان الکتریکی قابل صرفنظر کردن نیست بکار برده می‌شوند؛ بنابراین ممنتوم الکترون‌ها و یون‌ها باید به صورت جداگانه در محاسبات وارد شود.
MHD بدون برخورد
این معادلات برای پلاسماهایی که در آن‌ها از معادله «ولاسوف» استفاده می‌کنیم، بکار برده می‌شوند.

## امواج MHD
امواج MHD امواجی هستند که از نظریه MHD پلاسما بدست می‌آیند و به‌طور کلی به دو دسته عمده تقسیم‌بندی می‌شوند: امواج آلفن، امواج ماگنتوسونیک. در زیر خواص عمده هر گروه از امواج نوشته شده‌است.
(۱)امواج آلفن:
تراکم ناپذیر
نوسانات عرضی
انتشار در امتداد خطوط میدان
نیروی ایجادکننده منحصراً تنش مغناطیسی
(۲)امواج ماگنتوسونیک:
تراکم پذیر
میرا
نیروی ایجادکننده هم تنش مغناطیسی و هم فشار گاز
شکل زیر مقایسه مدهای مختلف امواج MHD به ویژه سرعت آن‌ها را نمایش می‌دهد.
```

```

در این شکل سرعت فاز {\displaystyle v_{p}} امواج ماگنتوسونیک، برای نسبت {\displaystyle {\frac {c_{s}}{v_{p}}}=0.7} رسم شده‌است. سرعت صوت {\displaystyle c_{s}} دایره وسط نقطه چین و سرعت آلفن {\displaystyle v_{p}} با خط تیره مشخص شده‌اند. مدهای سریع و کند ماگنتوسونیک با خطوط ضخیم‌تر نشان داده شده‌اند. همانگونه که در شکل دیده می‌شود امواج آلفن جواب‌های میانی که در بین دو دسته جواب امواج کند و سریع ماگنتوسونیک قرار می‌گیرند به همین دلیل به آن‌ها مد میانی نیز گفته می‌شود.

## کاربردها

### اختر فیزیک
امروزه به‌طور گسترده‌ای از این نظریه در مباحث تحقیقی اختر فیزیک استفاده می‌شود. در بررسی ماده بین ستاره‌ای، ماده بین سیاره‌ای، بادهای خورشیدی، تاج خورشید، سیستم‌های حاکم بر دینامیک ستاره‌ها و … به‌طور گسترده‌ای از این نظریه استفاده می‌شود. یکی از جدیدترین مباحثی که هم‌اکنون سعی در حل آن با استفاده از نظریه MHD می‌شود مسئله گرمایش تاج خورشید می‌باشد. با مشاهدات صورت گرفته مشخص شده‌است که دمای سطح خورشید از مرتبه چند هزار درجه کلوین و دمای قسمت‌های بالاتر یعنی اتمسفر یا به‌طور مشخص تر تاج خورشید از مرتبه چند میلیون درجه کلوین می‌باشد که این مسئله ظاهراً با قوانین ترمودینامیک سازگار نمی‌باشد برای توجیه این پدیده عجیب مکانیسم‌های گوناگونی تاکنون پیشنهاد شده‌است که به نظر می‌رسد نظریه اتلاف امواج آلفن منتج شده از نظریه MHD پلاسما و میرایی تشدیدی آن‌ها بهترین گزینه برای توجیه این پدیده می‌باشد.

### ژیوفیزیک
هسته سیال زمین و سایر سیارات با استفاده از این نظریه مورد مطالعه قرار می‌گیرد.

### مهندسی
در مواردی همانند سرد شدن فلزات مایع رآکتورهای هسته‌ای، الکترومغناطیس و… کاربرد دارد.